# Standaard Diest
Standaard Diest was een Belgische voetbalclub uit Diest. De club sloot in 1980 aan bij de KBVB met stamnummer 8728. 
In 2005 nam de club ontslag uit de KBVB. 

## Geschiedenis
De club werd in juli 1980 lid van de KBVB en zou tot 1982 in het blauw spelen, in dat jaar werden de clubkleuren rood en zwart.
Eind jaren tachtig werd Standaard een topclub in Vierde Provinciale en in 1990 werd men, na twee seizoenen met ereplaatsen, kampioen.
Een jaar later mocht men opnieuw de titel vieren, ditmaal in Derde Provinciale en de club promoveerde naar Tweede Provinciale.
Na twee seizoenen degradatievoetbal moest men in 1993 terug naar Derde Provinciale.
In 1995 leidde een voorlaatste plaats in de reeks opnieuw naar de laagste provinciale afdeling.
Daar speelde Standaard maar één seizoen en in 1998 werd de club kampioen in Derde Provinciale. 
De club zou de resterende zeven seizoenen van zijn bestaan in Tweede Provinciale aantreden. Een vierde plaats in 1999-2000 werd het sportieve hoogtepunt van de club. In het laatste seizoen eindigde men helemaal onderin.